# Werner Firneburg
Werner Firneburg (* 2. Februar 1929 in Berlin; † 12. März 2003 in Seelow) war ein deutscher Politiker (DVU).
Firneburg absolvierte von 1943 bis 1945 eine Lehre zum Metallflugzeugbauer und arbeitete im Anschluss als Kfz-Handwerker. Von 1950 bis 1953 machte er eine erneute Ausbildung zum Maschinenbautechniker am Technischen Lehrinstitut für Maschinenbau Berlin und arbeitete danach bis 1969 im Motorenbau. Danach war er bis 1995 Konstrukteur im Aufzugsbau. Er ging im Jahr 1995 in Rente und begann sich politisch für die DVU zu engagieren. Am 5. September 1999 zog er in den Landtag von Brandenburg ein, wo er im Ausschuss für Wissenschaft, Forschung und Kultur und im Ausschuss für Europaangelegenheiten und Entwicklungspolitik war. Nach seinem Tod 2003 rückte Markus Nonninger für ihn nach.